# Fortitudo Roma
Fortitudo Roma – włoski klub piłkarski, mający swoją siedzibę w stolicy kraju - Rzymie.

## Historia
Chronologia nazw:
- 1908: Società Ginnastica Fortitudo Roma
- 1926: Società Fascista Fortitudo Pro Roma - po fuzji z Pro Roma
- 1927: klub rozwiązano - po fuzji z Alba Audace Roma i FBC Roma, w wyniku czego powstał AS Roma
- 1945: Società di Ginnastica e Scherma Fortitudo
- 1955: klub rozwiązano

Piłkarski klub Fortitudo Roma został założony w Rzymie 8 grudnia 1908 roku. W 1910 przyłączył się do włoskiej federacji F.I.G.C. i startował w III Categoria, gdzie zajął 4.miejsce w grupie laziale. W następnym sezonie nie brał udziału w mistrzostwach Włoch. Sezon 1911/12 zakończył na szóstym miejscu w grupie. W 1912 roku reorganizowano pierwszy poziom mistrzostw Włoch. Po raz pierwszy wzięły w nich udział kluby z południowej części kraju. Dlatego w sezonie 1912/13 klub debiutował w Promozione, w której zwyciężył w grupie laziale i zdobył awans do Prima Categoria. W sezonach 1913/14 i 1914/15 był czwartym w grupie laziale Prima Categoria. Po przerwie związanej z I wojną światową w 1919 reaktywował swoją działalność. W sezonie 1919/20 najpierw zwyciężył w grupie laziale, następnie w półfinale Lega Sud był pierwszym w grupie A. Jednak w finale Lega Sud przegrał z Livorno i nie zakwalifikował się do wielkiego finału. W następnym sezonie dotarł do półfinałów międzyregionalnych, gdzie był drugim. W 1921 powstał drugi związek piłkarski C.C.I., w związku z czym mistrzostwa prowadzone osobno dla dwóch federacji. W sezonie 1921/22 startował w Prima Divisione Lega Sud (pod patronatem C.C.I.), gdzie najpierw zwyciężył w grupie laziale, następnie w półfinale Lega Sud pokonał Audace Taranto. W finale Lega Sud wygrał z Puteolaną, a potem w wielkim finale przegrał w dwumeczu z mistrzem północy Pro Vercelli. W 1922 po kompromisie Colombo mistrzostwa obu federacji zostały połączone, w związku z czym klub został zakwalifikowany do Prima Divisione Lega Sud, gdzie w sezonie 1922/23 był trzecim w Sezione Laziale. W kolejnych dwóch sezonach ponownie został sklasyfikowany na trzeciej pozycji w Sezione laziale. W sezonie 1925/26 po zajęciu drugiego miejsca w grupie laziale zajął również drugą lokatę w grupie A półfinałów międzyregionalnych. W 1926 po wprowadzeniu najwyższej klasy zwanej Divisione Nazionale klub został zakwalifikowany do najwyższej klasy. Przed rozpoczęciem sezonu w celu wzmocnienia do klubu dołączył Pro Roma, po czym przyjął nazwę Fortitudo Pro Roma. Po zakończeniu sezonu 1926/27, w którym zajął ostatnie 10.miejsce w grupie B Prima Divisione, 22 lipca 1927 roku połączył się z FBC Roma oraz Alba Audace Roma, w wyniku czego powstał klub AS Roma.
Po zakończeniu II wojny światowej w 1945 klub został reaktywowany jako SGS Fortitudo. W sezonie 1945/46 startował w regionalnej Prima Divisione, zajmując 9.miejsce w grupie A laziale. W sezonie 1947/48 po zajęciu trzeciego miejsca w grupie B laziale został zakwalifikowany do zreformowanej Promozione. Po dwóch latach w 1950 spadł do Prima Divisione. W 1955 klub został rozwiązany.

## Sukcesy

### Trofea międzynarodowe
Nie uczestniczył w rozgrywkach europejskich (stan na 31-12-2016).

### Trofea krajowe
| \| \| Zdobyte trofea w rozgrywkach Włoch (stan na: 31-05-2017) \| |                                                          |      |                                     |
| Rozgrywki                                                         | Osiągnięcie                                              | Razy | Sezon(y)                            |
| · Mistrzostwo                                                     | I miejsce                                                | 0    |                                     |
| · Mistrzostwo                                                     | II miejsce                                               | 1    | 1921/22 (pod patronatem C.C.I.)     |
| · Mistrzostwo                                                     | III miejsce                                              | 0    |                                     |
| · Mistrzostwo                                                     | finalista                                                | 1    | 1919/20 (Finale centro-meridionale) |
| · Puchar                                                          | zdobywca                                                 | 0    |                                     |
| · Puchar                                                          | finalista                                                | 0    |                                     |
| II liga                                                           | I miejsce                                                | 1    | 1912/13 (grupa laziale)             |
| II liga                                                           | II miejsce                                               | 0    |                                     |
| II liga                                                           | III miejsce                                              | 0    |                                     |
| Włochy                                                            | Zdobyte trofea w rozgrywkach Włoch (stan na: 31-05-2017) |      |                                     |

## Stadion
Klub rozgrywał swoje mecze domowe na boisku sportowym Campo Aurelio Madonna del Riposo w Rzymie (dzielnica Borgo).